# Erik Johnson
Erik Robert Johnson (Bloomington, 21 marzo 1988) è un hockeista su ghiaccio statunitense.

## Palmarès

### Olimpiadi
- Argento a Vancouver 2010.

### Mondiali
- Bronzo a Stoccolma-Helsinki 2013.

### Mondiali Under-20
- Bronzo a Leksand 2007.

### Mondiali Under-18
- Oro a České Budějovice 2005.
- Oro a Halmstad 2006.